# Efod

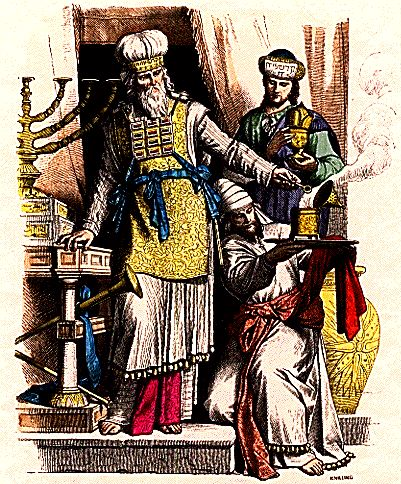
Arcykapłan w efodzie – na obrazach ubiór ten jest różnie przedstawiany

Efod (hebr. efod, אפוד) – szata noszona przez arcykapłanów w Starożytnym Izraelu jako część stroju liturgicznego – były to dwa płaty wykonane głównie z bisioru połączone paskiem na ramionach. Na przednim płacie umieszczony był pektorał, w którym przechowywano urim i tummim. Wyraz "efod" jest homonimem, lecz pozostałe jego znaczenia nie są do końca jasne.

## Etymologia
Nazwa pochodzi od akkadyjskiego słowa epattu oznaczającego rodzaj kosztownego okrycia, a ono z kolei związane jest z syryjskim pedtā (ubiór kapłański).

## Opis wyglądu
Według biblijnego opisu efod Aarona i przepaska do niego wykonane były ze złotych nici i kręconego bisioru barwionego karmazynem oraz fioletową i czerwoną purpurą. Miał dwa naramienniki na których umieszczono po jednym kamieniu onyksowym osadzonym w złotej oprawie. Na każdym z tych kamieni wyrytych było po 6 imion synów Jakuba w kolejności ich narodzin. Symbolizowały one 12 pokoleń Izraela. Do efodu przywiązany był pektorał trzema sznurami: dwoma złotymi przewleczonymi przez dwa złote pierścienie w górnych jego rogach i przywiązanymi do naramienników i jednym z fioletowej purpury wiążącym dolne kolucha z pierścieniami na ramionach od strony pleców. Dzięki temu pektorał tkwił nieruchomo na lewej piersi arcykapłana. Chowano do niego losy święte urim i tummim. Materiały jakie składały się na efod świadczą o niezwykłej wartości tej szaty.

## Inne znaczenia słowa
W Starym Testamencie nazwa "efod"  określa też ogólnie szatę liturgiczną, niekoniecznie arcykapłańską. Słowo to, już w zupełnie innym znaczeniu, pojawia się w Księdze Sędziów, gdzie Gedeon, a później Mikajehu (Mika) sporządzają efod jako przedmiot kultu bałwochwalczego. Nie wiadomo czym to dokładnie było, lecz informacja według której Gedeon zrobił go ze złota i srebra, wskazuje na jakiś posążek bóstwa. Ponadto ojciec Channiela, naczelnika pokolenia Manassesa, nosił imię Efod.